# Charles Krause
Charles Krause (fl. XX secolo) è stato un ginnasta e multiplista statunitense.

## Carriera
Krause partecipò ai Giochi olimpici di Saint Louis 1904, dove vinse una medaglia d'argento nella salita alla fune e una medaglia di bronzo nel concorso a squadre. Alla stessa Olimpiade giunse quarantottesimo nel concorso generale individuale, sessantaquattresimo nella gara di triathlon e quarantacinquesimo nel concorso a tre eventi.

## Palmarès
In carriera ha conseguito i seguenti risultati:
- Giochi olimpici

St. Louis 1904: una medaglia d'argento nella salita alla fune e una medaglia di bronzo nel concorso a squadre.